# Paisagem Protegida do Monte da Guia

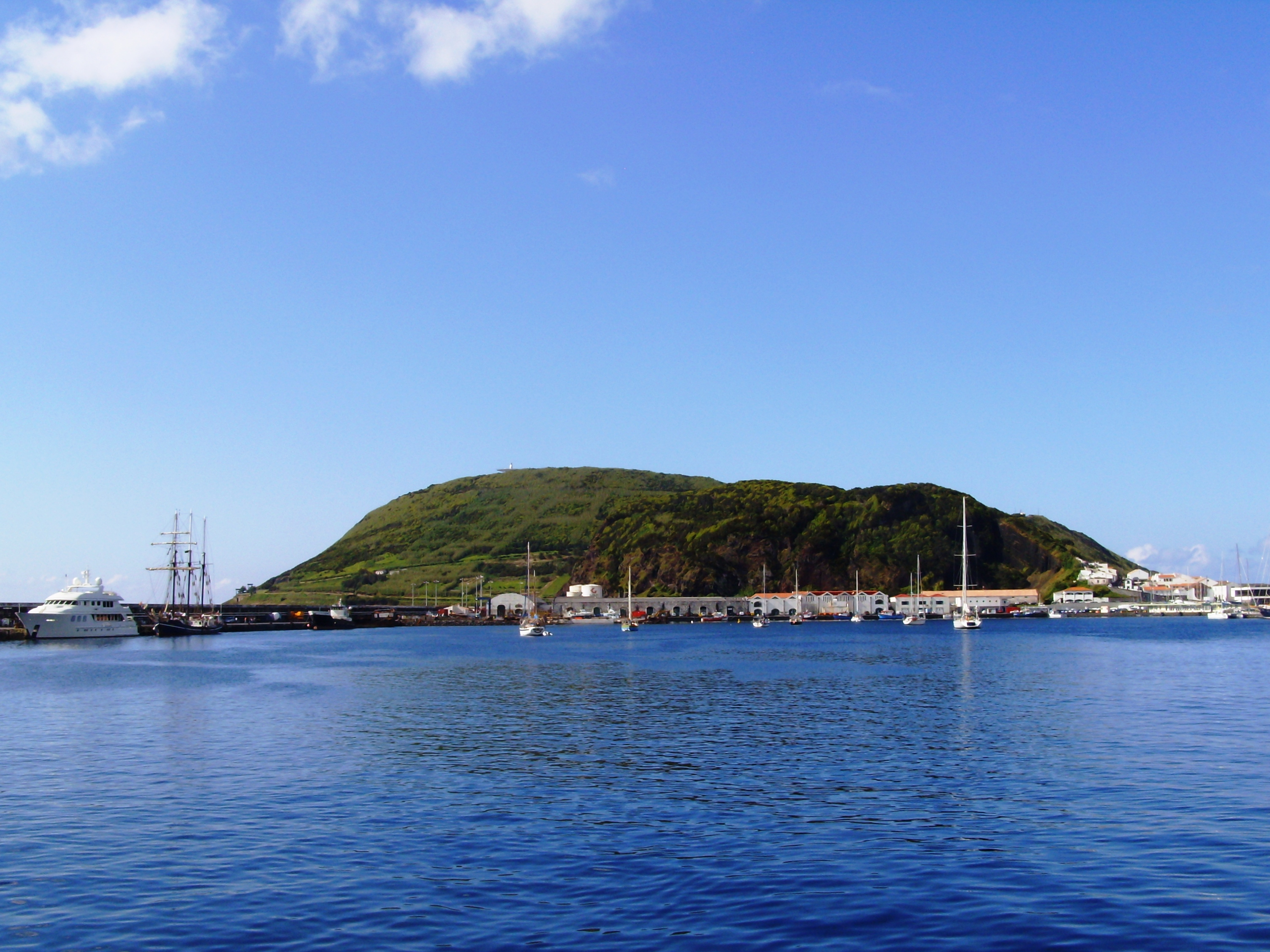
Monte da Guia visto da baía da Horta.

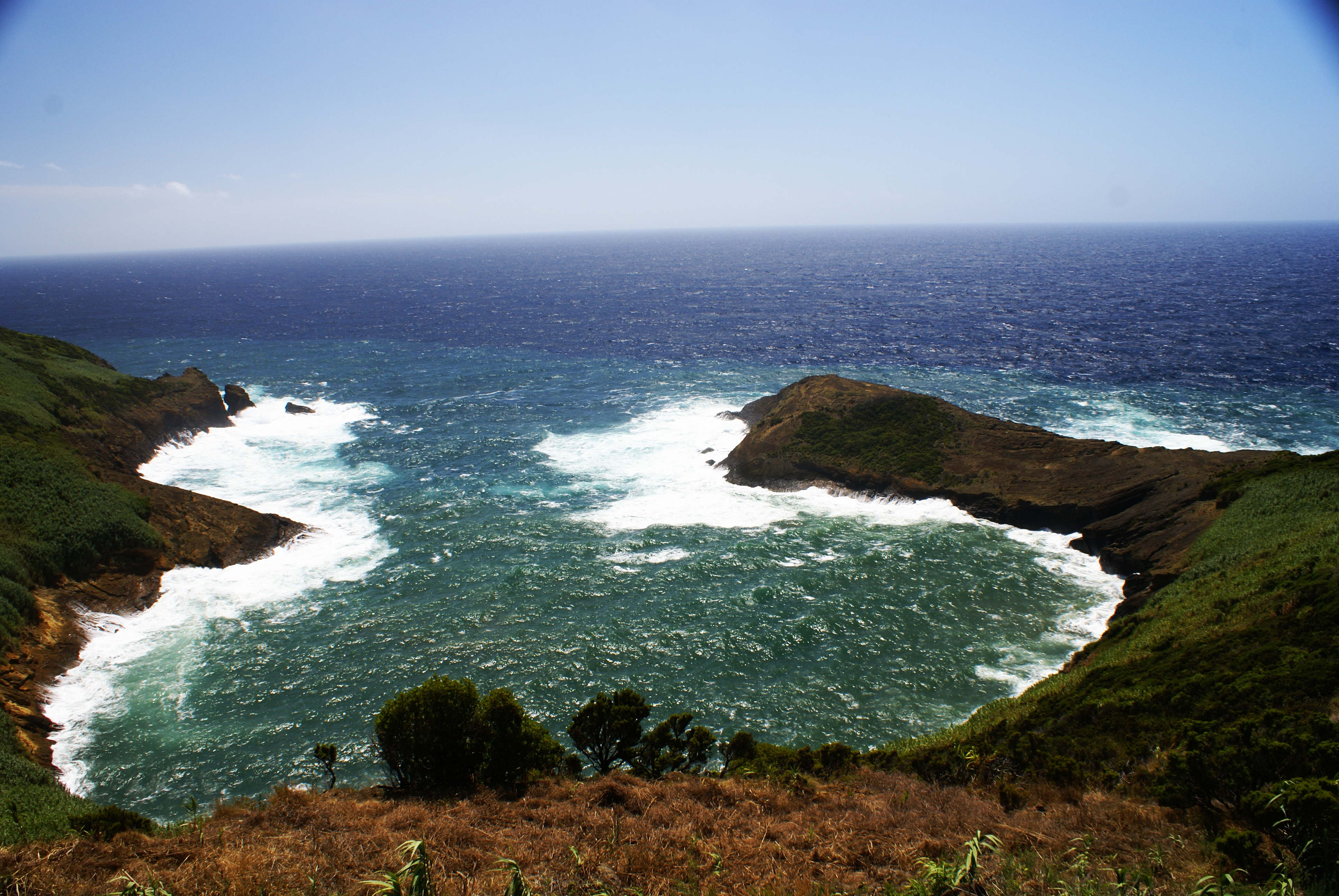
Crateras vulcânica do Monte da Guia, Caldeirinhas, dia de tempestade.

A Paisagem Protegida do Monte da Guia localiza-se no Monte da Guia, na freguesia das Angústias, na cidade e concelho da Horta, na ponta SE da ilha do Faial, nos Açores.
Em conjunto com o Monte Queimado e áreas envolventes, encontra-se classificada como uma das paisagens protegidas de Portugal em função de seu elevado valor paisagístico e por constituir-se em local de grande riqueza em termos de flora e de nidificação de aves, como Reserva Integral, pelo DLR 1/80/A de 31 de Janeiro.
Geológicamente inserido no complexo vulcânico da Praia do Almoxarife constitui-se em uma península formada por um cone vulcânico, cujas crateras - as Caldeirinhas - comunicam com o mar no seu lado Sul. O seu ponto mais alto encontra-se a cerca de 145 metros acima do nível do mar. Em suas encostas encontram-se plantas endémicas do arquipélago dos Açores, como a urze, a faia-da-terra e o cedro, e podem ser observadas aves como a gaivota-argêntea, o pombo-das-rochas e o garajau-comum. No istmo arenoso entre os dois montes, encontra-se a convolvulácea "Ipomoea stolonifera", de ocorrência rara no arquipélago.
Em termos marinhos, nesta área encontram-se fundos de rocha e gravilha até uma profundidade máxima de 26 metros, enquanto que os fundos adjacentes exteriores apresentam uma grande diversidade, incluindo zonas de laje, grandes blocos de rocha, paredes verticais, grutas e fundos de areia. Em consequência, este sítio é amplamente representativo da biodiversidade marinha dos Açores. Em particular, a baía de Porto Pim constitui um ambiente de importância significativa para várias espécies piscícolas, que a usam como maternidade.
Com uma área de 162 hectares encontra-se sob a responsabilidade da Secretaria Regional do Ambiente.
Um caminho conduz à crista do monte, que constitui um miradouro natural sobre a cidade e sua baía, a baía do Porto Pim, o oceano Atlântico e, em dias de tempo claro, das ilhas do Pico, São Jorge e Graciosa. Uma ermida sob a invocação de Nossa Senhora da Guia, as instalações do que foi uma bateria militar acasamatada da época da Segunda Guerra Mundial, e instalações de apoio ao Aeroporto da Horta coroam o monte.

## Espaços protegidos na Ilha do Faial
- Reserva Natural do Morro de Castelo Branco
- Parque Natural Regional do Canal e Monte da Guia
- Reserva Natural da Caldeira do Faial
- Reserva Florestal do Cabouco Velho
- Reserva Florestal do Capelo
- Reserva Florestal de Recreio da Falca
- Reserva Florestal Parcial do Cabeço do Fogo
- Reserva Florestal Parcial do Vulcão dos Capelinhos
- Zona de Protecção Especial para a Avifauna do Vulcão dos Capelinhos
- Zona de Protecção Especial para a Avifauna da Caldeira do Faial

## Galeria

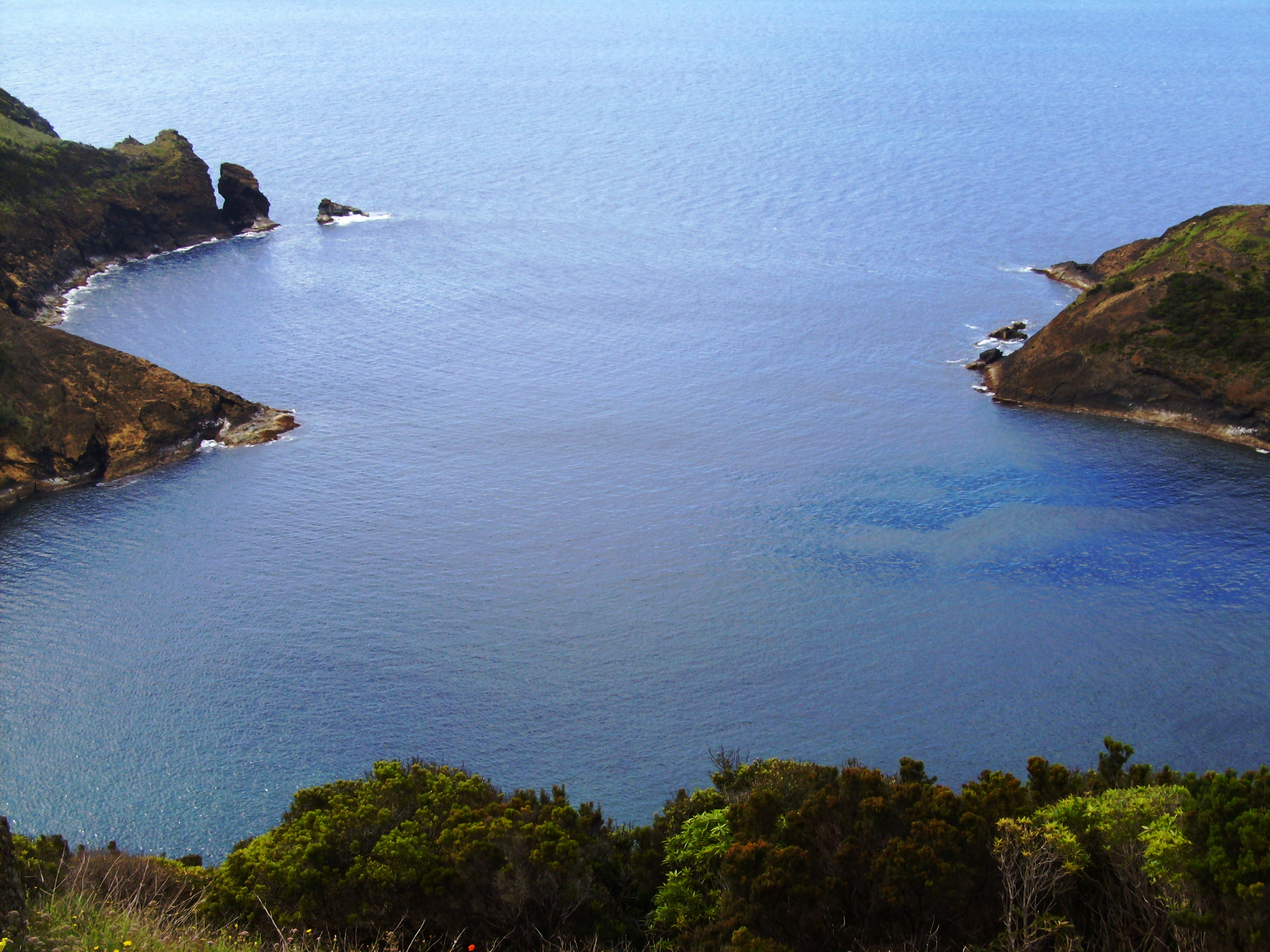
Caldeirinhas
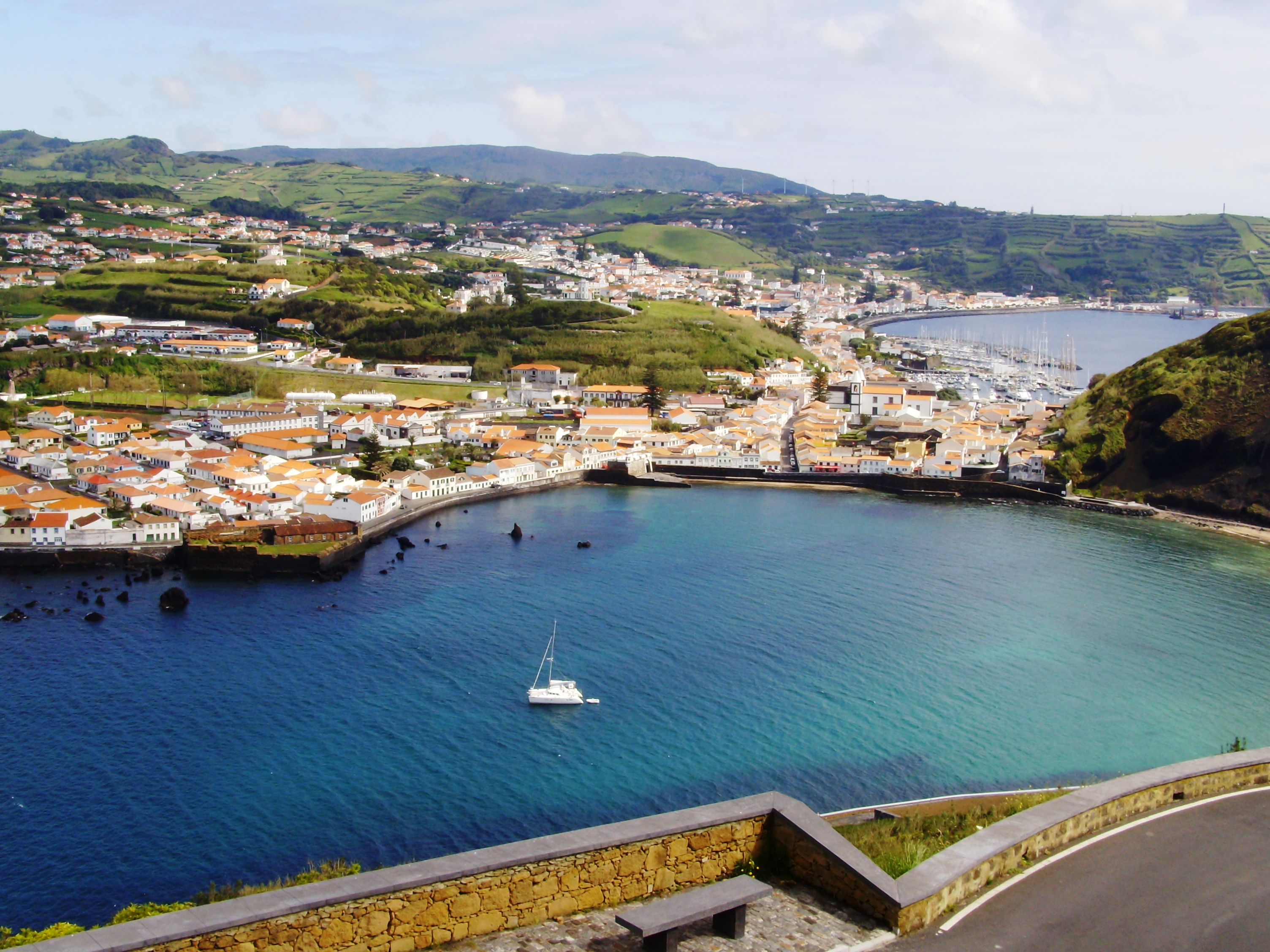
Porto Pim
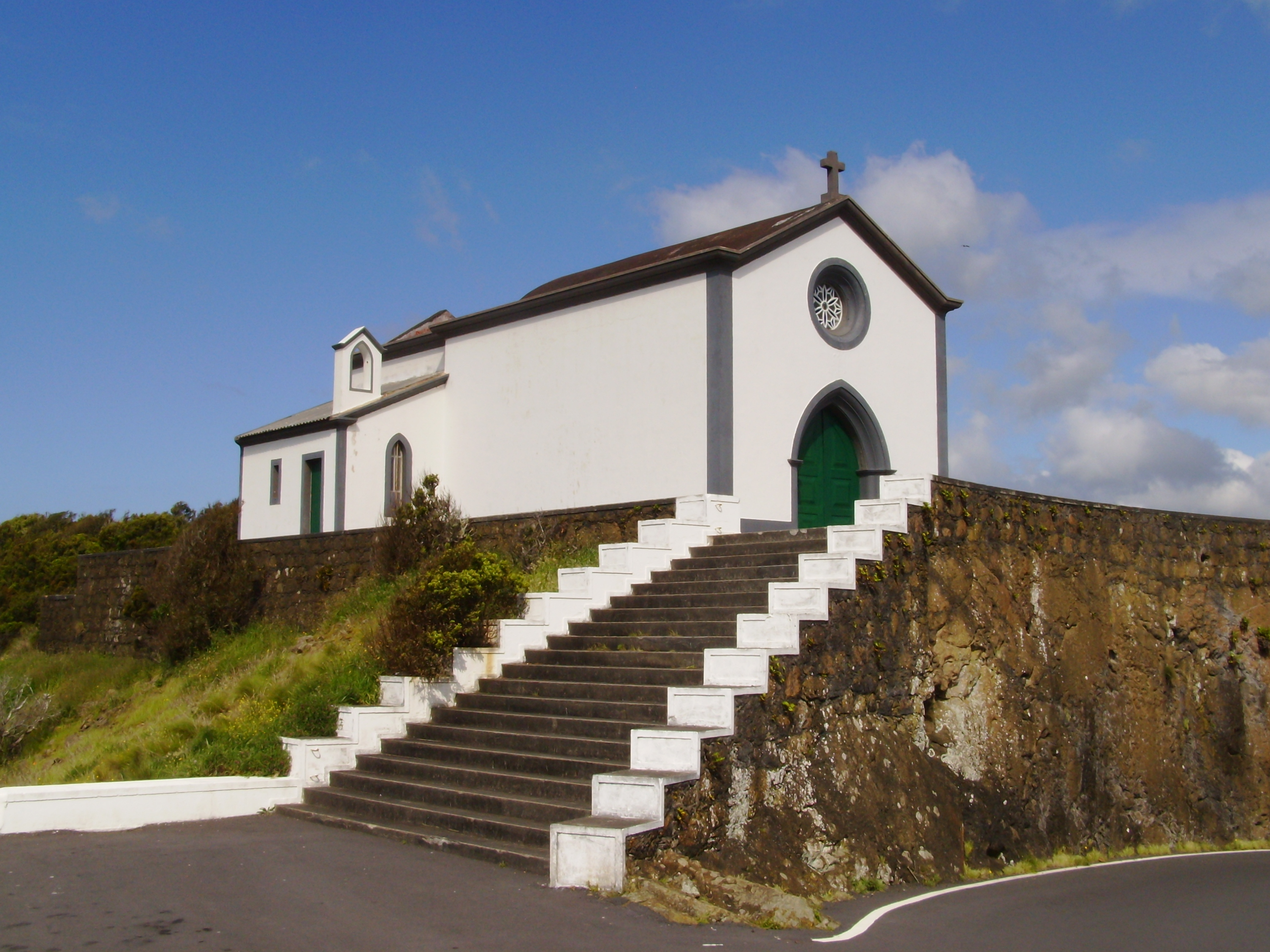
Ermida de N. Sra. da Guia
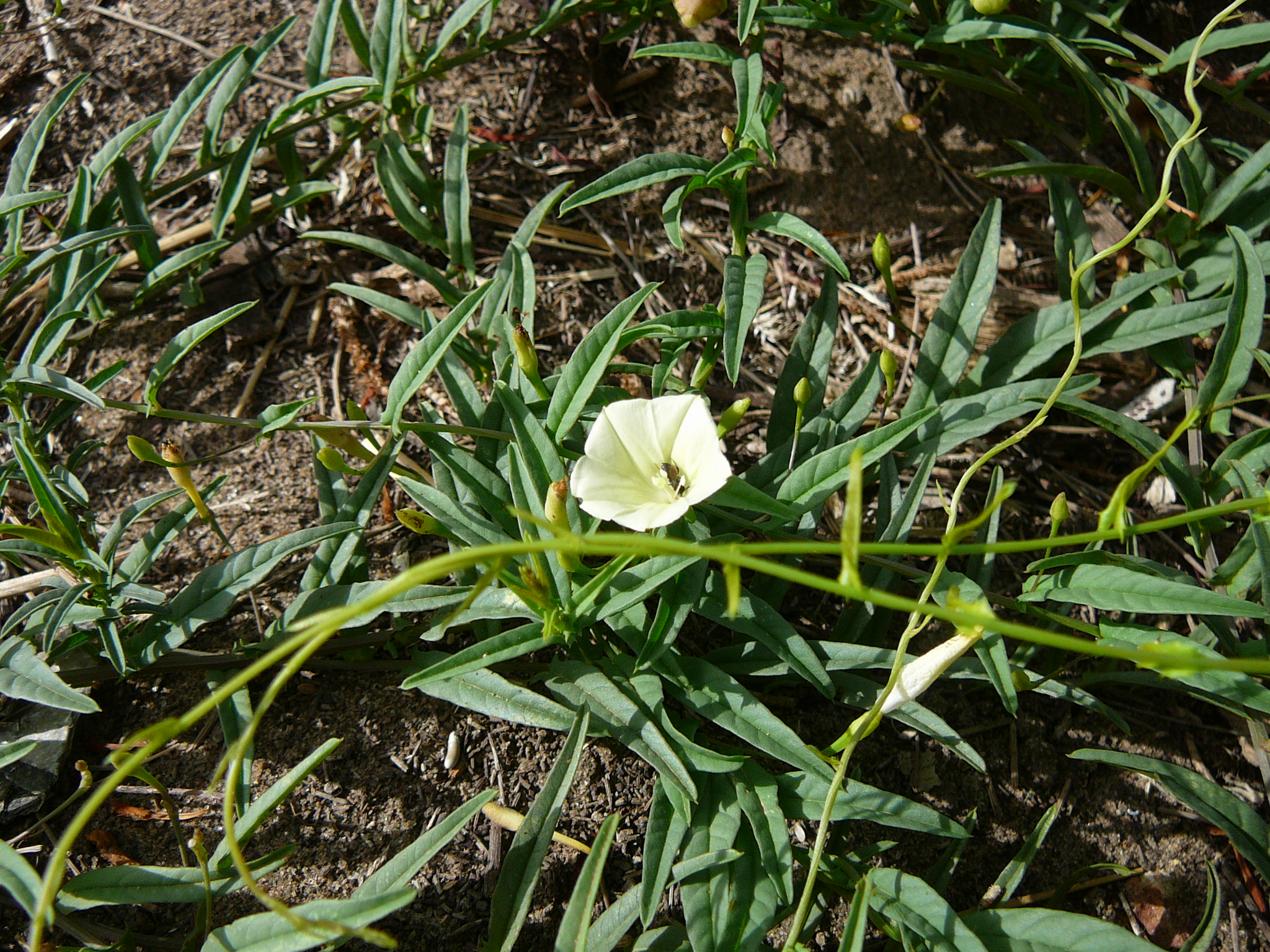
Ipomoea stolonifera